# Pâncota
Pâncota oder Pîncota [ˈpɨnkota] (deutsch und ungarisch Pankota) ist eine Kleinstadt im Kreis Arad in Rumänien.

## Geographische Lage

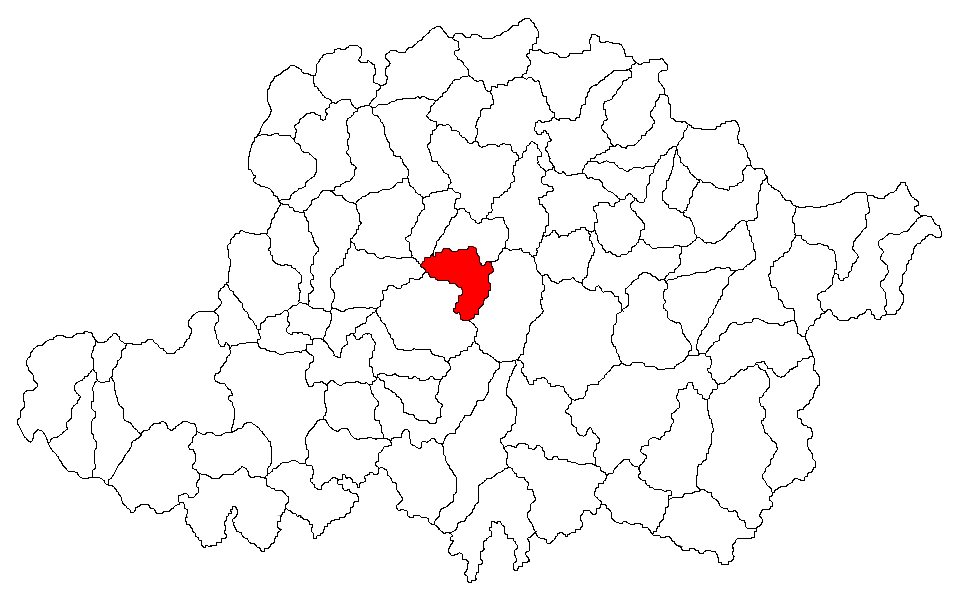
Lage von Pâncota im Kreis Arad

Pâncota liegt im Westen Rumäniens, im östlichsten Teil der Großen Ungarischen Tiefebene, am westlichen Rand des Apuseni-Gebirges. Die Kreishauptstadt Arad befindet sich etwa 35 km südwestlich. Pâncota befindet sich an der Bahnstrecke von Arad nach Brad. In beide Richtungen verkehren (2009) fünf Nahverkehrszüge täglich. Es bestehen Busverbindungen nach Arad und Câmpeni. Bis 1991 verkehrte außerdem die Lokalbahn Arad–Podgoria nach Pâncota.

## Geschichte
Auf dem Gebiet der heutigen Stadt wurden Reste einer dakischen Siedlung aus dem 2./3. Jahrhundert gefunden.
Der Name Villa Pankotha wurde erstmals 1202/1203 erwähnt; die Zuordnung zur heutigen Stadt ist jedoch unsicher. 1216 ist laut dem Historiker Sándor Márki auf dem Territorium von Pâncota eine Benediktinerabtei bezeugt; vermutlich bildete sich die Siedlung um die Abtei herum. Pâncota gehörte damals zum Königreich Ungarn.
Nach dem Mongoleneinfall 1241 wurde eine Burg errichtet. 1322 wurde die Abtei Sitz eines Archidiakonats. Der ungarische König Ludwig I. schenkte 1375 die Burg der Adelsfamilie Losonczy, in deren Besitz sie etwa 170 Jahre verblieb. 1475 wurde Pâncota zum Oppidum (Marktort) erhoben.
Nach der Schlacht bei Mohács (1526) zerfiel das Königreich Ungarn. Pâncota wurde Teil des vom Osmanischen Reich abhängigen Fürstentums Siebenbürgen und schließlich von den Türken besetzt und geplündert; die Benediktinerabtei erlosch. Der siebenbürgische Fürst Sigismund Báthory eroberte 1595 Pâncota zurück, bevor die Ortschaft erneut von den Türken in Besitz genommen wurde. Während der osmanischen Besatzungszeit war Pâncota Sitz einer untergeordneten Verwaltungseinheit.
Nach mehreren Niederlagen türkischer Truppen gegen die Österreicher gelangte Pâncota 1699 im Friede von Karlowitz an Österreich-Ungarn. Im Ort siedelten sich zunächst Ungarn an. Er wurde Sitz einer Feudalherrschaft; in den Jahren 1756 und 1784 kam es zu Aufständen der leibeigenen Bauern.
1776 ließen sich im Rahmen des Ersten Schwabenzugs 46 deutsche Familien in Pâncota nieder; 1817 folgten weitere 11 Familien aus Gosheim. In dieser Zeit kaufte der aus Polen stammende Herzog Schulkowsky das Gut in Pâncota.

## Wirtschaft
In der zweiten Hälfte des 19. Jahrhunderts wurde Pâncota der größte Marktort des Komitats Arad. Es begann ein intensiver Weinbau. Das Gut der Herzogsfamilie verfiel im Ersten Weltkrieg und kam nach dem Anschluss der Region an Rumänien in den Jahren 1918/1920 in den Besitz des rumänischen Staates.
Nach dem Ersten Weltkrieg wurde eine Möbelfabrik gegründet. Die meisten Bewohner lebten jedoch weiterhin von der Landwirtschaft. In der Zeit der kommunistischen Herrschaft und noch stärker nach der Revolution 1989 wanderten die meisten deutschen Bewohner in die Bundesrepublik Deutschland aus. 1968 wurde Pâncota zur Stadt erklärt.
Die wichtigsten Erwerbszweige sind die Landwirtschaft, und die Lebensmittelverarbeitung. Hinzu kommen eine Ziegelei, eine Fabrik für Autozubehör, ein Holzverarbeitungsunternehmen, Konfektionsfabriken, eine Bäckerei und eine Mühle.
2011 wurde in der Nähe von Pâncota ein Erdölvorkommen von zirka 1,5 Millionen Tonnen mit einem geschätzten Wert von über einer Milliarde Euro von der Firma Universal Premium Bukarest entdeckt. Laut Geschäftsführer Victor Roşu hat die Firma bisher rund zehn Millionen Euro in Forschung und Prospektion investiert, bis zum Förderstart wird diese Summe auf 15 Millionen Euro anwachsen. Die Ausbeutung wird auf 20 Jahre geschätzt. Das Erdöl befindet sich in der relativ geringen Tiefe von 500 bis 2100 Meter. Die Bohrungen auf dem Gelände wurden schon im August 2011 gestartet und nach einer Unterbrechung in den Wintermonaten Anfang April 2012 wieder aufgenommen. Die Förderung der Erdölvorkommen werden laut Bürgermeister Josef Retter zur Schaffung von 250 neuen Arbeitsplätzen beitragen.

## Bevölkerung
1880 wohnten auf dem Gebiet der heutigen Stadt 6217 Personen, davon 3468 Rumänen, 1341 Ungarn und 1078 Deutsche. 4132 lebten in Pâncota selbst, 2085 im heute eingemeindeten Ort Măderat. Bereits 1910 erreichte die Bevölkerungszahl mit 8022 ihren Höhepunkt und ist seitdem tendenziell rückläufig. Bei der Volkszählung 2002 wurden in Pâncota 7186 Einwohner registriert, darunter 5699 Rumänen, 604 Ungarn, 589 Roma, 216 Deutsche, 50 Ukrainer und 22 Slowaken. 5804 lebten in der eigentlichen Stadt, 1382 in Măderat.

## Sehenswürdigkeiten
- Sulkowski-Palast (1825–1850), heute Rathaus
- Stadtzentrum (überwiegend 19. Jahrhundert)
- historisches Postamt (18. Jahrhundert)
- Cetatea Turcească (Türkische Burg), vermutlich jedoch aus vortürkischer Zeit (13. Jahrhundert)

## Geboren in Pâncota
- Gergely Csiky (1842–1891), ungarischer Dramatiker